# Vlag van Wehe-den Hoorn

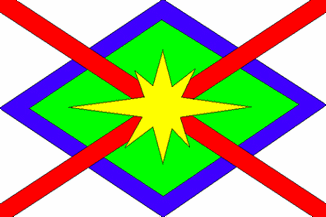
Dorpsvlag van Wehe-den Hoorn

De vlag van Wehe-den Hoorn is de dorpsvlag van het Nederlandse dorp Wehe-den Hoorn.
De vlag bestaat uit een wit veld en toont een rood diagonaal kruis met smalle breedte. De rode kruis verwijst naar de vier richtingen van waaruit het dorp te bereiken is. Hieronder is een groene ruit met blauw kader afgebeeld. De kleur blauw symboliseert de waterwegen rondom het dorp. Het kruis ligt hier overheen omdat het de bruggen verbeeld waarover men moet rijden om het dorp binnen te gaan. De kleuren rood, wit en blauw vormen een referentie naar het feit dat Wehe-den Hoorn in Nederland ligt. Deze kleuren zijn ook ontleend aan de Nederlandse vlag. De groene kleur verwijst naar de provincie Groningen. Dit kleur zijn ook ontleend aan de Groningse vlag. Ook duidt dit op het agrarische karakter van de dorpsomgeving. Op het midden van de vlag is een gele achtpuntige ster geplaatst waarvan de linker- en rechterpunt extra lang zijn. Dit is een referentie naar de vorm van het dorp welke meer lang dan breed is.

Vlag van Nederland
Vlag van Groningen (provincie)

Bierum
· Boerakker-Lucaswolde
· Bourtange
· De Wilp
· Drieborg
· Eenum
· Farmsum
· Garrelsweer
· Hellum
· Jonkersvaart
· Kiel-Windeweer
· Leens
· Leermens
· Losdorp
· Marum
· Middelstum
· Noordlaren
· Nuis-Niebert
· Oldekerk, Faan en Niekerk
· Onstwedde
· Schildwolde
· Spijk
· Stedum
· Wehe-den Hoorn
· 't Zandt
· Zevenhuizen
· Zijldijk